# Édifice Kavanagh
Pour les articles homonymes, voir Kavanagh.
L'Edificio Kavanagh est une tour d'appartements située 1065 Calle Florida, face à la Plaza San Martín, dans le quartier de Retiro de la ville de Buenos Aires en Argentine.

## Histoire
Inauguré en 1936, avec ses 120 mètres de hauteur, il fut en son temps l'édifice de béton armé le plus haut d'Amérique du Sud, détrônant ainsi le Palacio Salvo. Il fut aussi le premier immeuble de logements de Buenos Aires qui eût un équipement d'air conditionné. Sa construction est échelonnée, ce qui a permis d'établir des jardins sur de vastes terrasses. En 1999, cet édifice a été classé 
« monument historique national ».